# The Pick of Destiny
The Pick of Destiny è il secondo album del gruppo statunitense Tenacious D, pubblicato nel 2006 dall'etichetta discografica Epic Records.

## Il disco
L'album costituisce la colonna sonora del film Tenacious D e il destino del rock, uscito nello stesso anno e con protagonisti i due principali membri del gruppo, Jack Black e Kyle Gass. I due sono inoltre gli autori dei testi, talvolta assieme a delle speciali guest star.

## Tracce
1. Kickapoo(feat.Meat Loaf,Ronnie James Dio) – 4:14 (Black, Gass, Meat Loaf, Ronnie James Dio, Liam Lynch)
2. Classico – 0:58 (Black, Gass)
3. Baby – 1:36 (Black, Gass)
4. Destiny – 0:37 (Black, Gass)
5. History – 1:42 (Black, Gass)
6. The Government Totally Sucks – 1:34 (Black, Gass)
7. Master Exploder – 2:24 (Black, Gass)
8. The Divide – 0:22 (Black, Gass)
9. Papagenu (He's My Sassafrass) – 2:24 (Black, Gass, John Spiker, John King)
10. Dude (I Totally Miss You) – 2:53 (Black, Gass)
11. Break In-City (Storm The Gate!) – 1:22 (Black, Gass, Lynch, King)
12. Car Chase City – 2:42 (Black, Gass, John Konesky, John Spiker, King)
13. Beelzeboss (The Final Showdown)(feat.Dave Grohl) – 5:35 (Black, Gass, Grohl, Lynch)
14. POD – 2:32 (Black, Gass)
15. The Metal – 2:45 (Black, Gass, Konesky, King)

## Formazione
- Jack Black - voce, chitarra acustica ritmica
- Kyle Gass - chitarra acustica solista, seconda voce
- John Konesky - chitarra elettrica ritmica
- John Spiker - basso, clavinet in Papagenu (He's My Sassafrass); cori in Car Chase City
- Dave Grohl - batteria, voce in Beelzeboss (The Final Showdown)

### Altri musicisti
- Meat Loaf - voce in Kickapoo
- Ronnie James Dio - voce in Kickapoo
- Liam Lynch - chitarra elettrica solista in Beelzeboss (The Final Showdown) e Break In-City (Storm the Gate!)
- John King - programmazione in Papagenu (He's My Sassafrass)